# 世界競歩チーム選手権大会
世界競歩チーム選手権大会（せかいきょうほチームせんしゅけんたいかい、英: World Athletics Race Walking Team Championships）は、ワールドアスレティックス（旧称：国際陸上競技連盟）が主催する競歩種目の国際競技会である。1961年の第1回大会から2014年に太倉市で開催された第26回大会までIAAFワールドカップ競歩（IAAF World Race Walking Cup) として開催されていた。

## 概要
1961年に始まり、2年に一度（現在は偶数年の4月または5月ごろ）2日間にわたり開催されている（2002年は秋開催だったがあとは春開催である）。第1回の開催地にちなんで「ルガノカップ」とも呼ばれている。
1979年に女子の部が加わった（主要国際競技会としては初の女子競歩の大会）。2004年からは19歳以下の選手を対象としたジュニア（後にU20）の部が併設された。2018年から50km競歩にも女子が加わった。2022年から男女とも50km競歩が35km競歩に代わった。2024年に35km競歩を行わないが、男女2名が2回ずつ行う混合リレーが加わった。
個人種目では個人の部と同時に、3名（U20は2名）の個人順位の合計で争う国別対抗の団体の部がある。また、男女2人による混合リレーも行われる。世界陸上選手権やオリンピックのような参加標準記録はなく、各種目最大5名（U20の部は3名）まで出場できるため、全世界から選手が集まり、参加人数は各種目100人前後に及ぶ世界最大の競歩競技会である。

## 団体の部
国別対抗の団体の部は各種目で3名以上（U20の部は2名以上）の出場があった国が自動的に参加対象となる。各国とも上位3名（U20の部は上位2名）の着順を点数化（1着=1点、2着=2点…）し、その合計点の少ない順で順位を競う（一番点数が少ない国が優勝となる）。
そのため出場3名（U20の部は2名）に満たない国は自動的に対象外となり、また途中棄権、失格などで3名（U20の部は2名）がフィニッシュできなかった場合も対象外となる。
各国は最大5名（U20の部は3名）まで出場することが可能で補欠要員を用意することができる。順位に関係する選手がフィニッシュした時点で残りの選手は個人の部の成績のみとなる（ただし、一般の部で5名まで出場する国は少なく、ロシア、中国、スペインなど強豪国ぐらいである）。
なお、スタートの並び順にも影響し、団体の部対象国が前列に並び、それ以外の国は後列に並ぶ（一部トップ選手の例外はある）

## 開催地
| 年   | 都市                   | 国             |
| ---- | ---------------------- | -------------- |
| 1961 | ルガノ                 | スイス         |
| 1963 | ヴァレーゼ             | イタリア       |
| 1965 | ペスカーラ             | イタリア       |
| 1967 | バート・ザーロー       | 東ドイツ       |
| 1970 | エシュボルン           | 西ドイツ       |
| 1973 | ルガノ                 | スイス         |
| 1975 | ル・グラン＝ケヴィイー | フランス       |
| 1977 | ミルトンキーンズ       | イギリス       |
| 1979 | エシュボルン           | 西ドイツ       |
| 1981 | バレンシア             | スペイン       |
| 1983 | ベルゲン               | ノルウェー     |
| 1985 | セントジョンズ         | マン島         |
| 1987 | ニューヨーク           | アメリカ合衆国 |
| 1989 | ロスピタレート         | スペイン       |
| 1991 | サンノゼ               | アメリカ合衆国 |
| 1993 | モンテレイ             | メキシコ       |
| 1995 | 北京                   | 中国           |
| 1997 | ポディブラディ         | チェコ         |
| 1999 | メジドン＝キャノン     | フランス       |
| 2002 | トリノ                 | イタリア       |
| 2004 | ナウムブルク           | ドイツ         |
| 2006 | ア・コルーニャ         | スペイン       |
| 2008 | チェボクサル           | ロシア         |
| 2010 | チワワ                 | メキシコ       |
| 2012 | サランスク             | ロシア         |
| 2014 | 太倉市                 | 中国           |
| 2016 | ローマ                 | イタリア       |
| 2018 | 太倉市                 | 中国           |
| 2022 | マスカット             | オマーン       |
| 2024 | アンタルヤ             | トルコ         |

## 競技種目

### 現在
個人種目では個人の部と同時に団体の部も実施。
- 男子20km競歩（1961年-）
- 女子20km競歩（1999年-）
- 混合競歩リレー（2024年）
- U20男子10km競歩（2004年-）
- U20女子10km競歩（2004年-）

### 過去
- 男子35km競歩（2022年）
- 女子35km競歩（2022年）
- 男子50km競歩（1961年-2018年）
- 女子50km競歩（2018年）
- 女子5km競歩（1975年-1981年）
- 女子10km競歩（1983年-1997年）

## 日本チーム
日本チームは1989年大会に初参加した。
1991年大会では8月に地元東京で控えた世界選手権の前哨戦と参加標準記録突破のため多くの選手が出場し、その中でも男子50kmで今村文男が日本選手としては初となる3時間台（3時間59分18秒）の日本記録をマークして12位に入り、世界選手権でも競歩種目では初の7位入賞を果たす原動力の大会となった。
その後も、2004年、2008年大会を除いて出場している。1990年代後半以降は国内選考会重視の方針から本大会は主要国際競技会（世界陸上選手権、オリンピックなど）の代表選手選考対象とはなっていなかったが、2022年オレゴン世界選手権では選考対象である。
2010年チワワ大会で男子50kmの山崎勇喜が6位、女子20kmの川崎真裕美が7位とそれぞれ初めて入賞し、女子は団体戦で5位に入った。
2014年太倉大会ではジュニア男子10kmで松永大介が2位となり個人で初のメダル獲得。男子20kmで鈴木雄介が4位入賞し、団体の部で初の銅メダルを獲得した。
2018年太倉大会では男子20kmで池田向希が優勝、山西利和が4位で団体の部でも金メダル。男子50kmでは荒井広宙が優勝、勝木隼人が2位、丸尾知司が3位で表彰台を独占し、団体の部で金メダルを獲得した。
2022年マスカット大会では男子20kmで山西利和が優勝、池田向希が2位で、団体の部で銀メダル。男子35kmで川野将虎が4位、団体の部でも4位に入った。女子20kmでは藤井菜々子が4位に入った。
2024年アンタルヤ大会では、新種目の混合リレーで池田向希・岡田久美子組が銀メダル（後に池田のドーピングにより剥奪）、髙橋和生・渕瀬真寿美組が17位（各国2組目では5位）で、目標であったパリオリンピックの出場権2枠を獲得した。男子20kmでは古賀友太が4位で、団体の部で銀メダルとなった。
その他、団体の部では1997年女子10kmの部で7位、2002年男子50kmの部で8位、2012年男子20kmの部で6位となっている。
- 本大会で誕生した日本記録（いずれも当時）
  - 今村文男　男子50km　3時間59分18秒（1991）
  - 池島大介　男子20km　1時間20分27秒（1997）

## エピソード
- 1983年に始まった世界選手権とは1999年まで同じ年に開催されていた（本大会は春開催）。しかし、本大会の優勝者が同じ年の世界陸上本番では優勝できないというジンクスがずっと続いていたが、1999年女子20kmで劉宏宇（中国）がようやく2冠を達成してジンクスに幕を降ろした（この年を最後に偶数年開催となったため、劉が最初で最後の2冠達成者ということになる）。さらに、オリンピックでも同様のジンクスが続いていたが2012年、女子20kmのエレーナ・ラシュマノワ(ロシア)によって2冠が達成された。
- 1991年大会の男子50kmではアンドレイ・ペルロフ（ソ連）が快調にトップで進んでいたが、フィニッシュ手前3mというところで歩型違反で失格となった。
- アジアで初開催となった1995年北京大会では個人の部は全種目中国の選手が優勝した。